# Frank Famiano
Frank Steve Famiano  (* 22. dubna 1961 Schenectady, USA) je bývalý americký reprezentant v zápase, specialista na zápas řecko-římský. V roce 1991 vybojoval 3. místo na Panamerických hrách a v roce 1984 na olympijských hrách v Los Angeles vybojoval 5. místo v kategorii do 57 kg.